# Namibië Open
Het Namibië Open - officieel de Bank Windhoek Namibian Open Golf Tournament - is een golftoernooi voor golfamateurs, in Namibië en werd opgericht in 1934. Het toernooi vindt meestal plaats in de Windhoek Country Club, in Windhoek.
Sinds 1987 is de "Bank Windhoek" de officiële sponsor van het toernooi.
Tussen 1995 en 1998 maakte dit toernooi ook deel uit van de Southern Africa Tour als de FNB Namibian Open, waar de golfprofessionals van de Southern Africa Tour ook deelnamen aan het toernooi.

## Winnaars op FNB Namibian Open
| Jaar | Naam            | Score     |       |
| ---- | --------------- | --------- | ----- |
| 1995 | James Kingston  | 202 (–11) | [ 1 ] |
| 1996 | Kevin Stone     | 204 (–9)  | [ 2 ] |
| 1997 | Wallie Coetsee  | 203 (–10) | [ 3 ] |
| 1998 | Ashley Roestoff | 203 (–10) | [ 4 ] |